# Naubakht
Naubakht Ahvazi (in lingua farsi نوبخت اهوازى; Ahvaz, VIII secolo – VIII secolo) è stato un astrologo persiano, attivo in quello che oggi è l'Iran, nella provincia di Khūzestān.

## Biografia
Naubakht fu particolarmente famoso per aver guidato un gruppo di astrologi che trassero un buon auspicio per la fondazione della città di Baghdad. La sua famiglia aiutò anche a progettare la città. In origine zoroastriani, egli e i suoi figli si convertirono all'Islam e vennero assunti come traduttori della scrittura Pahlavi alla corte degli Abbasidi.